# Castor (prénom)
Pour les articles homonymes, voir Castor.
Castor est un prénom masculin issu du  grec ancien Κάστωρ / Kástôr. C'est un prénom très rare et il est fêté à différentes dates selon le saint auquel il est fait référence...

## Étymologie
Le prénom est issu du  grec ancien Κάστωρ / Kástôr. C'était le prénom de l'un des fils de Zeus et de Léda, le frère jumeau de Pollux dans la mythologie grecque, placé avec lui parmi les constellations sous le nom de Gémeaux.

## Histoire du prénom
En France, Castor (San Castré en provençal, Castorius en latin), né après 350 et mort en 423, est l'évêque d'Apt, en Provence, au début du Ve siècle et saint de l'Église catholique. Il est fêté le 21 septembre. 
Une église lui est dédiée à Nîmes (Gard) dès 1096, qui est aujourd'hui la Cathédrale Notre-Dame-et-Saint-Castor de Nîmes, classée au titre des monuments historiques en 1906. L'Histoire littéraire de la France consacre un chapitre à cet évêque.
D'autres saints catholiques ou orthodoxes portent ce nom :
- Castor d'Alexandrie (IIIe siècle), un martyr fêté le 18 septembre ;
- Castor de Karden, Castor de Trèves ou Castor de Coblence, un moine, prêtre et confesseur au diocèse de Trèves, patron de Coblence (Rhénanie, Allemagne), fêté le 13 février ;
- Castor de Pannonie (IVe siècle), un martyr fêté le 8 novembre.

## Personnalités portant le prénom
- Pour l'ensemble des articles sur les personnes portant ce prénom, consulter :
  - la liste des articles dont le titre commence par ce prénom
  - les listes produites par Wikidata : Liste des personnes de prénom « Castor » — même liste en incluant les éventuels prénoms composés qui contiennent « Castor ».